# 愛琴海貓

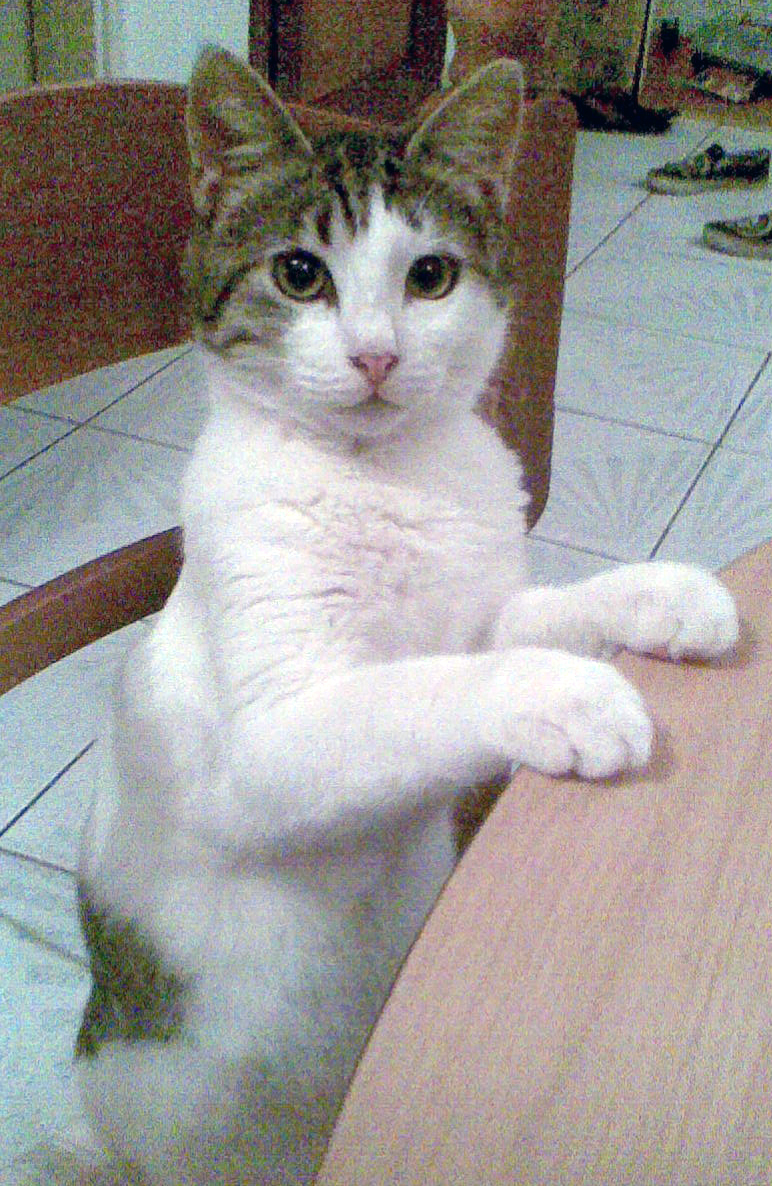
一隻爱琴海猫

爱琴海猫（英語：Aegean cat）是希腊基克拉泽斯群岛发源的一个自然发生的家猫地方品种。爱琴海猫作为一个正式的品种的开发始于20世纪90年代初由初出茅庐的希腊猫饲养花哨，但品种尚未通过任何重大的票友和饲养员组织的认可。它被认为是唯一的原生品种希腊猫。